# Combinado
Combinado este un oraș în Tocantins (TO), Brazilia.